# Dominique Moïsi
Cet article possède un paronyme, voir Moïse (homonymie).
 (décembre 2018).
Dominique Moïsi, né le 21 octobre 1946 à Neuilly-sur-Seine, est un géopolitologue français et homme politique.
Il est conseiller spécial de l'Institut français de relations internationales (Ifri) après en avoir été le directeur adjoint, ainsi qu'à l'Institut Montaigne. Il a enseigné à l'université Harvard et au Collège d'Europe. Il a aussi été professeur au King's College de Londres.

## Biographie

### Jeunesse et études
Dominique Smil Moïsi est issu d'une famille juive française: il est le fils unique de Jules Moïsi (Jules Moise) né le 3 juillet 1902 à Paris en France,. Jules Moïsi est déporté par le convoi no 61 en date du 28 octobre 1943 — numéro 159721 sur dénonciation d'un collègue, et survit à Auschwitz. Sa mère, d'abord de religion juive, s'est convertie au début des années 1930 au catholicisme.
Élève au lycée Buffon, il excelle en histoire, où il a 19 de moyenne, et reçoit de mauvais résultats en mathématiques, où il a 1. Il intègre une hypokhâgne, qu'il quitte au bout d'une semaine pour intégrer de justesse l'Institut d'études politiques de Paris en vue de préparer l'École nationale d'administration. Il échoue au concours en 1968.
Il suit des études de droit à l'université Panthéon-Assas. Il suit des séminaires de Raymond Aron à l'École des hautes études en sciences sociales. Se tournant vers la recherche, il effectue un doctorat en droit à l'université Panthéon-Sorbonne, et un doctorat en science politique à l'université hébraïque de Jérusalem, sous la direction de Saul Friedländer. Il se rend à l'université Harvard grâce à une bourse de la fondation Arthur Sachs en partenariat avec l'université d'Assas, et y fréquente le Centre d'études européennes de Harvard fondé par Stanley Hoffmann.
Il a épousé l'historienne italienne Diana Pinto, rencontrée à Harvard. Ils ont deux fils, Laurent, fondateur de Whitewall Magazine et Luca, psychanalyste.

### Parcours professionnel
Il enseigne à l'université hébraïque de Jérusalem parallèlement à son doctorat. Souhaitant revenir en Europe, il se porte candidat pour un poste à l'université Johns-Hopkins (campus de Bologne), mais en obtient un à l'université Paris-Nanterre, qui devait échoir à François Fejtő, sur recommandation de Raymond Aron.
Il enseigne également à cette époque à l'université Paris-Sud sur l'invitation de Charles Zorgbibe. Il participe aux travaux d'un bureau de prospective du ministère de l'Europe et des Affaires étrangères.
Il enseigne ensuite à l'École nationale d'administration, au Collège d'Europe à l'École des hautes études en sciences sociales et à l'Institut d'études politiques de Paris.
Expert en géopolitique et spécialiste en politique internationale, il est de 2001 à 2008 titulaire de la chaire de géopolitique européenne au Collège d'Europe (campus de Natolin), orienté vers les institutions européennes[source insuffisante].

### Présence médiatique et publications
Dominique Moïsi publie des articles dans Les Échos, Le Monde, le Financial Times, le New York Times, Die Welt et d'autres quotidiens.
Spécialiste des relations internationales et du Moyen-Orient, il est l'auteur de plusieurs ouvrages et a publié Géopolitique de l'émotion chez Flammarion en 2009.
Il intervient régulièrement sur Radio Classique, dans la Matinale.

## Positions politiques

### Soutien électoral
Il appelle à voter pour le RPR aux élections législatives de 2002. Ancien soutien d'Alain Juppé, il s'est engagé aux côtés d'Emmanuel Macron en 2017.

### Guerre en Irak
Dominique Moïsi est partisan de la guerre en Irak en 2003. Son engagement en faveur de Jacques Chirac se serait modéré en raison du refus de celui-ci d'y participer. Fin 2004 toutefois, il déclare avoir « eu tort d’approuver la guerre en Irak ». Dans sa Géopolitique de l'émotion, paru en 2015, il écrit que la guerre en Irak a été une « guerre indéfendable, avec des moyens tout aussi indéfendables, installant un climat de suspicion, nuisible à leur image [des États-Unis] aussi bien qu'à leurs intérêts ».

### Choc des civilisations et fin de l'Histoire
Dominique Moïsi s'oppose à la thèse du choc des civilisations tout autant qu'à la thèse de la fin de l'histoire qui verrait la suprématie de la démocratie libérale. Il considère que le rôle de l'émotion est, en géopolitique, plus important que celui de l'appartenance à une civilisation.

### Conflit israélo-palestinien
Dans la Géopolitique de l'émotion, Dominique Moïsi soutient que le conflit israélo-palestinien est un archétype de conflit dominé par l'émotion. Il considère que « les Israéliens, on ne peut que le reconnaître, ont encouragé le sentiment d'humiliation du monde arabo-musulman [...] en poursuivant l'extension de leurs colonies de peuplement », mais que « force est également d'admettre que le poids des responsabilités dans l'échec du processus de paix se répartit à parts égales entre Palestiniens, Israéliens, communauté internationale et dirigeants arabes ».

## Ouvrages
- Le triomphe des émotions. Robert Laffont, 2024
- Leçons de Lumières. Les Éditions de l’Observatoire, 2019
- Le nouveau déséquilibre du monde. Les Éditions de l’Observatoire, 2017
- La Géopolitique des séries ou le triomphe de la peur, Stock, 2016
- Un juif improbable, Flammarion, 2011
- La Géopolitique de l'émotion, Flammarion, 2009[16][source insuffisante]
- Les Cartes de la France à l'heure de la mondialisation Hubert Védrine dialogue avec Dominique Moïsi (Fayard, 2000). Ce livre a été traduit en américain par Philip H. Gordon sous le titre France in an age of Globalization (Brookings Institution Press), printemps 2001
- Le Nouveau Continent : Plaidoyer pour une Europe renaissante en collaboration avec Jacques Rupnik, Paris, Calmann-Lévy, 1991